# Almyrós
Almyrós (en griego: Αλμυρός') es un municipio de Grecia en la periferia de Tesalia en la unidad periférica de Magnesia. En el censo de 2001 su población era de 20.139 habitantes.
A raíz de la reforma administrativa del Plan Calícrates en vigor desde enero de 2011, se incorporaron a Almyrós otros municipios. Su superficie pasó de 473,94 a 905 km², y la población de 12.987 a 20.139 habitantes.
Anteriormente, la ciudad era la capital de la prefectura de Magnesia. Almyrós es un importante centro agrícola y comercial de Magnesia, y también se está desarrollando como un centro turístico de la zona. Los principales productos agrícolas son el tomate, algodón, trigo y frutos secos, como almendras, pistachos y cacahuetes.

## Historia
A unos 10 km al sur de la ciudad se hallan las ruinas de una antigua ciudad que podrían ser las de Halo. Halo era una ciudad muy importante y poblada, famosa por su puerto y por su papel en las guerras médicas. Tras la caída del Imperio Bizantino las incursiones de los piratas llevaron a los ciudadanos a construir la ciudad en su ubicación actual.
En 1838 es descrita como «un pueblo de Turquía con algunos cristianos residentes».
La independencia del Imperio otomano llegó en 1898 con la posterior repoblación con habitantes de etnia griega. En 1980 un terremoto con una magnitud de 6,5 destruyó gran parte de la ciudad.

## Municipio
El municipio de Almyrós se formó en la reforma del gobierno local 2011 por la fusión de los siguientes 4 municipios que se convirtieron en unidades municipales:
- Almyrós
- Anavra
- Pteleos
- Sourpi

### Subdivisiones
La unidad municipal de Almyrós se dividió en las siguientes comunidades locales: Almyrós, Efxeinoupoli, Anthotopos, Kokkotoi, Kroki, Kofoi, Plátanos y Fylaki.

## Provincia
La provincia de Almyrós (en griego: Επαρχία Αλμυρού) fue una de las provincias de Magnesia. Tenía el mismo territorio que el municipio actual. Fue abolida en 2006.

## Puntos de interés

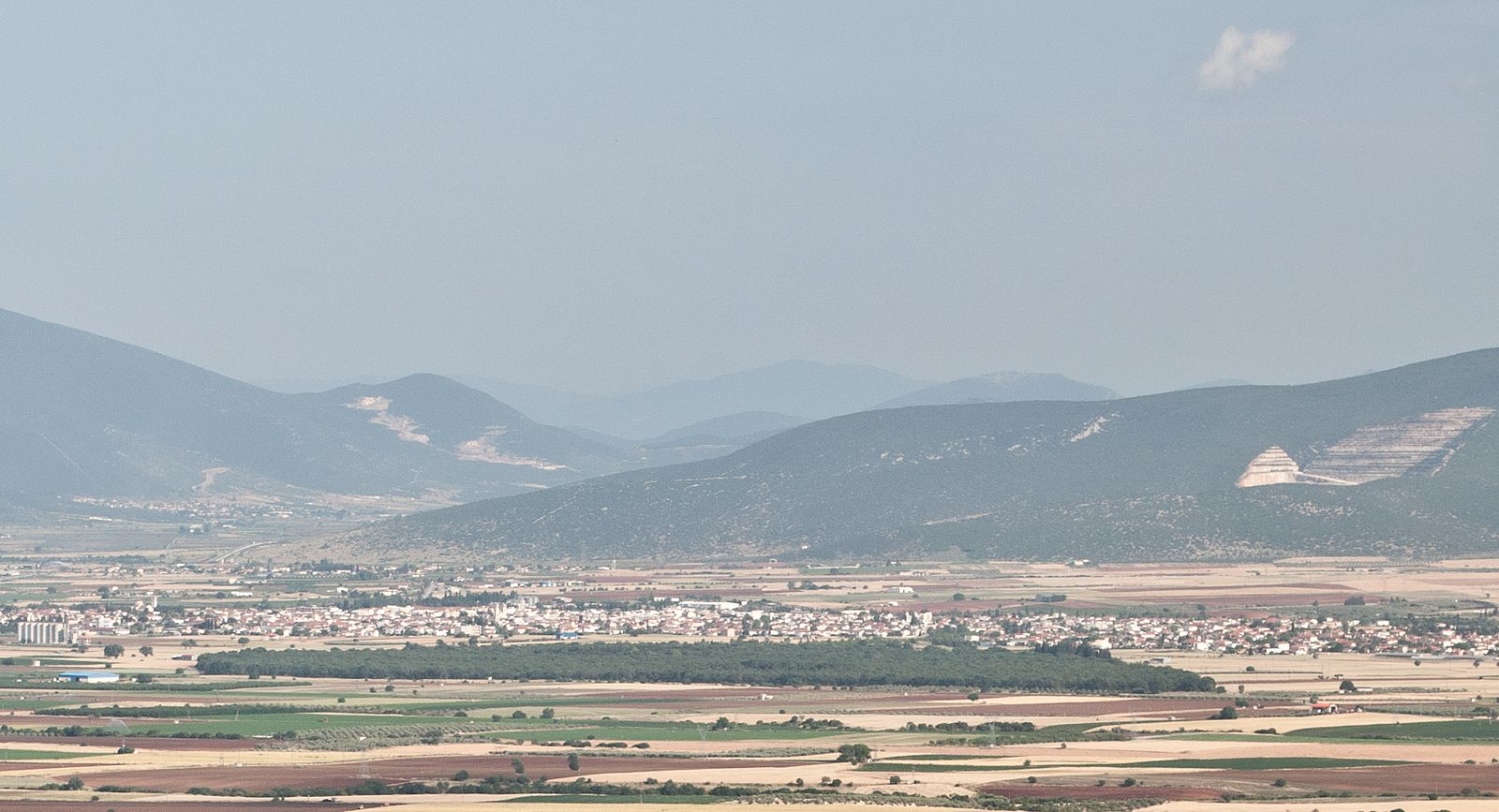
Vista del bosque de Kouri desde el noroeste de Almyrós.

El Museo Arqueológico de Almyrós incluye artefactos locales y exhibiciones desde el Neolítico, a través de la época micénica, períodos geométricos, clásico, helenístico, y años más tarde los romanos. Frente al museo está la antigua escuela secundaria, el gimnasio de Almyrós, que es un edificio monumental que data de principios del siglo XX. El museo y gimnasio son los edificios más antiguos de la zona.
El bosque de Kouri, a unos 2 km de la ciudad de Almyrós, abarca humedales costeros, marismas salobres, y más de 10 km² de bosque de roble de las tierras bajas. El bosque ofrece un hogar a ciervos, corzos y otra pequeña fauna. El área es importante para las aves migratorias, como el cisne mudo, espátula, morito común, y ardeidas.
Hay varias playas de arena en el municipio de Almyrós. Al sur de la ciudad se encuentran las montañas Otris moderadamente boscosas. A 17 km de la ciudad de Almyrós, pero aún en la provincia de Almyrós, arriba en las montañas Otris, se alza el Monasterio de Panagia Xenia del siglo XII, con pinturas murales, tesoreros, y una biblioteca.